# Glenn Miller Orchestra Scandinavia

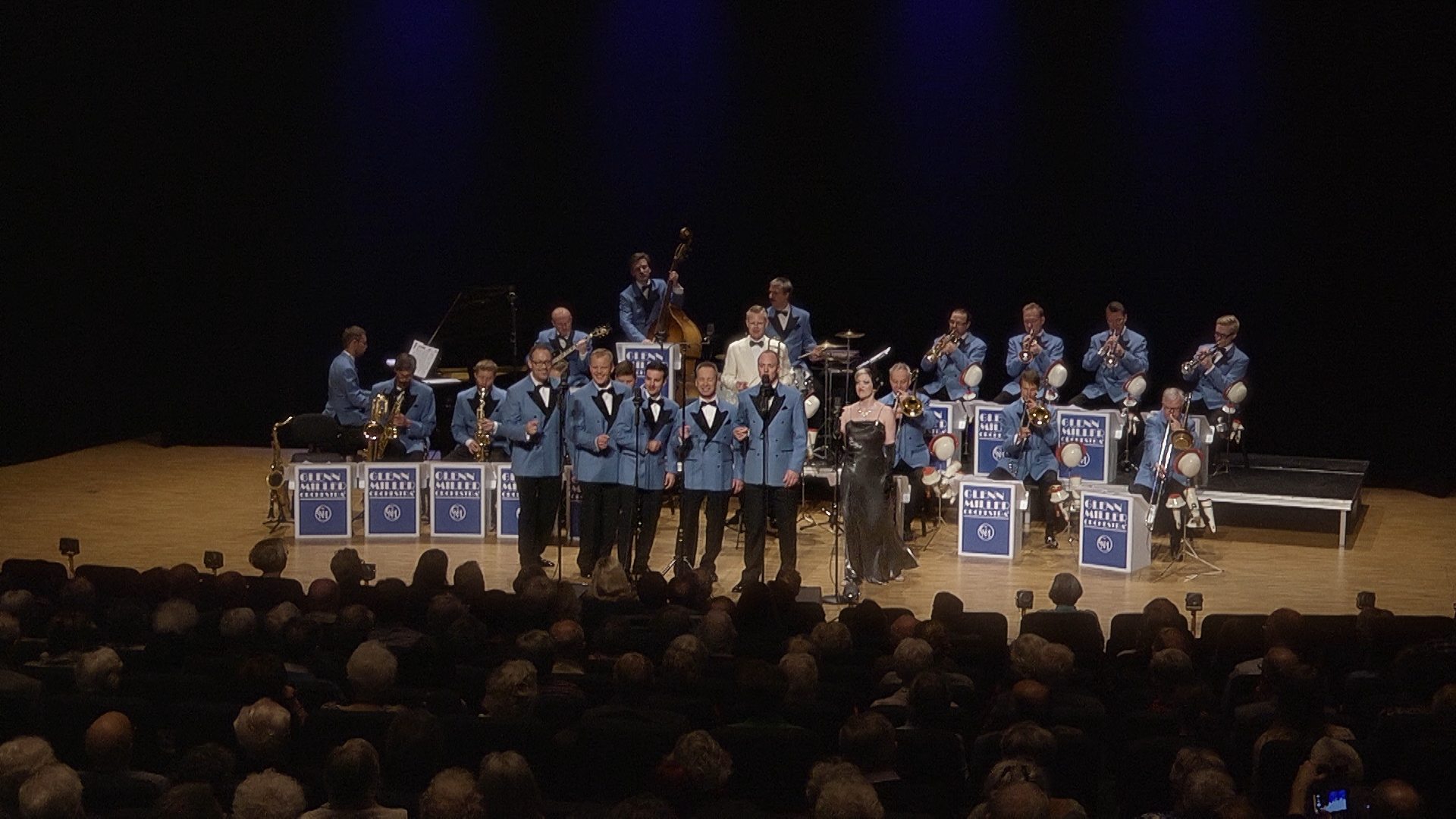
Glenn Miller Orchestra, Scandinavia

Glenn Miller Orchestra Scandinavia är ett svenskt storband licensierat av Glenn Miller Productions, Inc. för att sedan 1 juli 2010 uppträda i Sverige, Norge, Danmark och Finland under namnet Glenn Miller Orchestra och framföra musik av Glenn Miller. Under tre år turnerade orkestern även i Frankrike. Till sitt förfogande har man hela Glenn Millers originalrepertoar bestående av ca 1.500 musikarrangemang. Orkesterledare är trombonisten Jan Slottenäs - tidigare ledare för en orkester under sitt eget namn, Jan Slottenäs Storband. Orkestern utgår från Stockholm. 
Namnen "Glenn Miller" och "Glenn Miller Orchestra" är så kallade service marks. Rättigheterna ägs exklusivt av Glenn Miller Productions, Inc., New York, USA.
Efter flera års förhandlingar blev Jan Slottenäs tidigt 2010 erbjuden av Glenn Miller Productions, Inc. att på licens få använda namnen "Glenn Miller" och "Glenn Miller Orchestra" i Skandinavien inklusive Finland fr.o.m. 1 juli samma år. Detta resulterade i att Jan, som då var mitt uppe i förberedelser för sitt eget storbands 25-årsjubileum, omedelbart begav sig till New York för att träffa David Mackay, JR, dåvarande VD för Glenn Miller Productions, Inc. Avtalet undertecknades den 12 mars 2010.
Orkestern har utkommit med 5 CD:s och 2 DVD:er:
- A String Of Pearls (2011, CD, studioinspelning SR, studio 4 i Stockholm av Göran Stegborn)
- Glenn Miller Orchestra Live recordings (2012, CD, liveinspelningar av Gert Palmcrantz)
- A Tribute To Glenn Miller´s 110th Year's Anniversary (2014, CD, liveinspelningar av Gert Palmcrantz)
- Solid As A Stonewall (2017, CD, liveinspelningar av Gert Palmcrantz)
- Corona Blues (2022, CD, liveinspelningar av Gert Palmcrantz)
- Live From Västerås Concert Hall 25 April 2015 (DVD)
- A Tribute To Glenn Miller & The Army Air Force Orchestra (2019, DVD inspelad i Berwaldhallen den 26 maj 2019 tillsammans med musiker ur Kungliga Filharmonikerna, Kungliga Hovkapellet och Kungliga Operan)

Glenn Miller Orchestra Scandinavia utgår från Stockholm och spelar konserter likväl som scenshower och dans. Orkestern inkluderar flera yngre musiker ur Sveriges jazzelit och framhålls ofta som den främsta av de fyra orkestrarna i världen med motsvarande rättigheter. Glenn Miller Orchestra Scandinavia är ett av flera återkommande storband som spelar till dans ombord på M/S Viking Cinderella.
2015 tilldelades Jan Slottenäs Harry Arnold-stipendiet för sina insatser med eget storband (Jan Slottenäs Storband + Glenn Miller Orchestra Scandinavia) under 30 år. Under pandemiåret 2020 skrev Jan Slottenäs kompositionen "Corona Blues". 2022 spelades flera konserter tillsammans med Meta Roos och Andreas Weise.